# Escala de Tanner

Escala de Tanner para os órgãos genitais masculinos.

Escala de Tanner para as mamas e para o púbis feminino.

A escala de Tanner (ou estágios de Tanner) é uma avaliação da maturação sexual através do desenvolvimento físico de crianças, adolescentes e adultos. A escala define as medidas físicas de desenvolvimento baseado nas características sexuais externas primárias e secundárias, tais como o tamanho das mamas, os órgãos genitais, o volume dos testículos e o desenvolvimento de pelos pubianos e axilares. Estes quadros são usados universalmente e permitem uma avaliação objetiva da progressão do púbis. Esta escala foi inventada pelo pediatra britânico James Tanner.